# Jakub Prawin
Jakub Prawin (ur. 18 kwietnia 1901 w Tarnowie, zm. 7 lipca 1957 w Świdrach Małych) – doktor praw, działacz komunistyczny, generał brygady ludowego Wojska Polskiego, wysoki urzędnik państwowy PRL.

## Życiorys

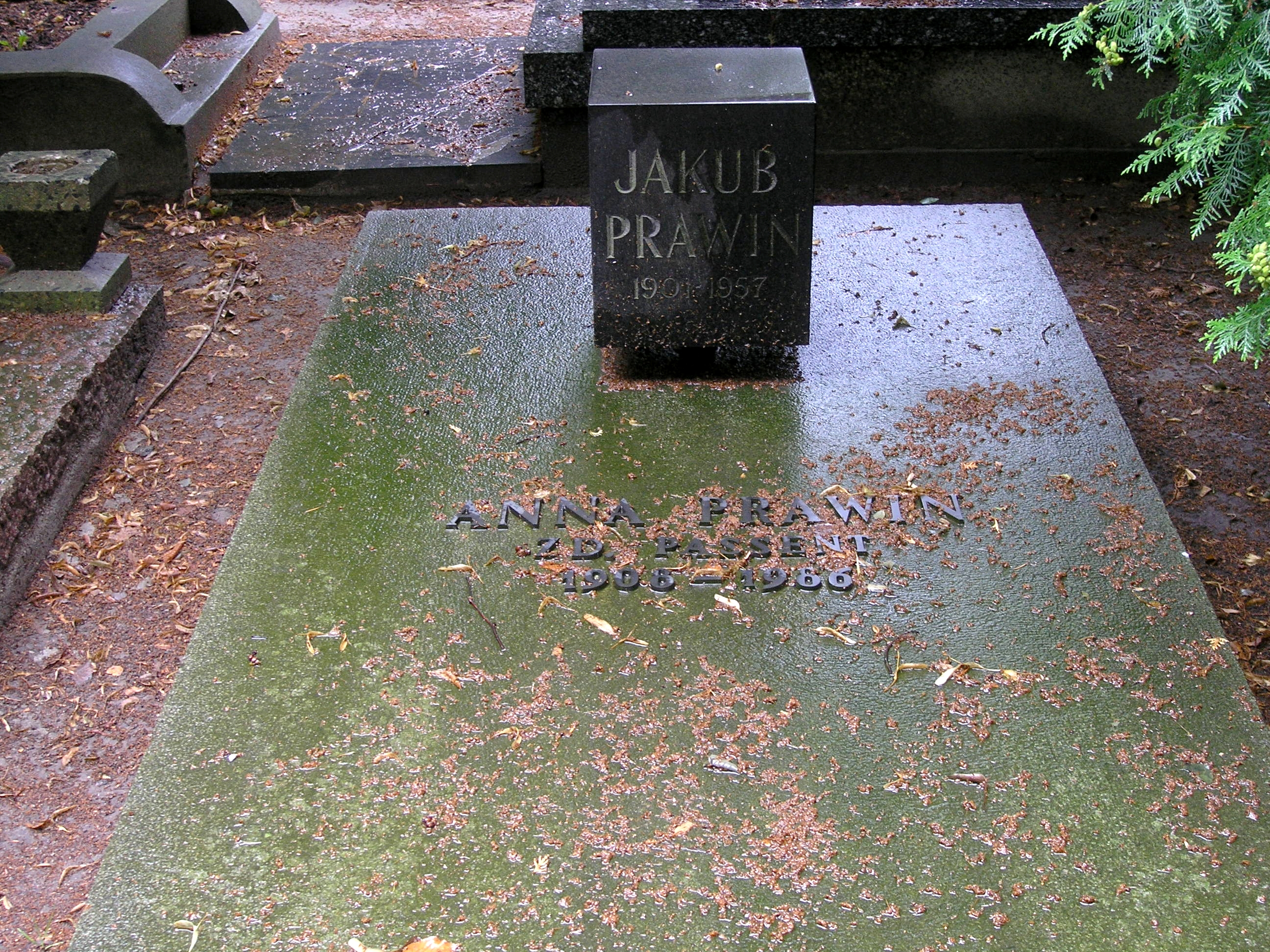
Grób Jakuba Prawina na Cmentarzu Wojskowym na Powązkach w Warszawie

Pochodził z rodziny żydowskiej, był synem Adolfa, zawiadowcy stacji kolejowej, i Bronisławy z Erlichów. W czerwcu 1919 ukończył gimnazjum w Tarnowie. Pod wpływem nauczyciela historii Włodzimierza Jarosza stał się socjalistą. W 1920 uniknął poboru do wojska i przedostał się do Wiednia, gdzie ukończył studia prawnicze (uzyskał tytuł doktora nauk prawnych), a także studia w Wyższej Szkole Handlu Zagranicznego w Wiedniu. Studiował równolegle biologię i antropologię. W Wiedniu związał się z ruchem komunistycznym – w 1920 wstąpił do Związku Młodzieży Komunistycznej (Kommunistischer Jugend-Verband). Interesował się muzyką. Grał na skrzypcach i fortepianie.
Po powrocie do Polski w 1928 (skorzystał z amnestii), pracował w firmach ubezpieczeniowych, we włoskiej firmie handlowej jako przedstawiciel na Polskę. Bronił praw związków zawodowych. W 1931 wstąpił do Komunistycznej Partii Polski (KPP), gdzie był m.in. sekretarzem Komitetu Dzielnicowego (KD) Śródmieście i Wola oraz sekretarzem Wydziału Propagandy Komitetu Warszawskiego (KW) i członkiem KW KPP. Od maja 1935 do stycznia 1936 i od stycznia do maja 1937 był osadzony w Berezie Kartuskiej za działalność wywrotową.
Po agresji III Rzeszy i ZSRR na Polskę we wrześniu 1939 uciekając przed Niemcami trafił na teren okupacji sowieckiej, do Lwowa, gdzie działał na rzecz komunistów. Przyjęty do WKP(b) z zaliczeniem stażu w KPP od 1931.
Po ataku Niemiec na ZSRR ewakuowany, wcielony do Armii Czerwonej. Jako żołnierz Armii Czerwonej walczył w bitwie pod Stalingradem. Za bitwę mianowany do stopnia majora i odznaczony Medalem za Obronę Stalingradu. W 1943 w stopniu majora odkomenderowany do 1 Polskiej Dywizji Piechoty im. Tadeusza Kościuszki. Służył jako politruk współpracujący z NKWD w kwatermistrzostwie, w wydziale oświatowym dywizji, następnie zastępca dowódcy dywizji ds. polityczno-wychowawczych. Ranny w bitwie pod Lenino. W 1944 awansowany do stopnia pułkownika.
Po wypadku samochodowym, w którym został ranny we wrześniu 1944, odkomenderowany do służby państwowej. W latach 1944–1945 był dyrektorem departamentu w Ministerstwie Skarbu i dyrektorem departamentu ds. kolejnictwa w Ministerstwie Komunikacji.
Jako Pełnomocnik Rządu Polskiego (mianowany 26 lutego 1945) przy 3 Froncie Białoruskim, a następnie Pełnomocnik Rządu na Okręg Mazurski w dniu 23 marca 1945 o godz. 12.00 przejął administrację Warmii i Mazur. Pełnił funkcję do listopada 1945.
W listopadzie 1945 skierowany do Berlina na stanowisko szefa Polskiej Misji Wojskowej w Niemczech. Na tym stanowisku w 1946 mianowany generałem brygady. W Berlinie inicjował działania rewindykacji zrabowanych Polsce dóbr materialnych i kulturalnych, polskich archiwów wywiezionych do Niemiec i niemieckich Archiwów Ziem Odzyskanych. W tym celu ściągnął do Berlina dyrektora Archiwum Głównego Akt Dawnych. Sprowadził do Polski 19 wagonów akt z Warszawy, Gdańska, Torunia, Szczecina, Bydgoszczy, Elbląga, Pelplina oraz Malborka.
Od lipca 1950 był wiceprezesem Narodowego Banku Polskiego.
Utonął w Wiśle w Świdrach Małych 7 lipca 1957. Pochowany w Alei Zasłużonych na Cmentarzu Wojskowym na Powązkach w Warszawie (kwatera A25-tuje-15). Jego imieniem nazwane były park Zamkowy wokół zamku w Olsztynie oraz jedna z ulic na olsztyńskim osiedlu Jaroty.
Odznaczony Krzyżem Komandorskim Orderu Odrodzenia Polski, Orderem Czerwonej Gwiazdy, Złotym Krzyżem Zasługi, Orderem Wojny Ojczyźnianej II stopnia, Medalem za Obronę Stalingradu, Krzyżem Walecznych, Medalem za Warszawę 1939–1945, Medalem 10-lecia Polski Ludowej i pośmiertnie Orderem Sztandaru Pracy I klasy.

## Życie prywatne
Był mężem Anny Prawin z domu Passenstein (1908-1986), która była siostrą Bernarda Passensteina, ojca Daniela Passenta, późniejszego dziennikarza i dyplomaty. Prawinowie mieli córkę Editę Teresę. Po II wojnie światowej zostali wychowawcami Daniela Passenta, którego rodzice zginęli w czasie okupacji.